# Daniel Walta
Daniel Walta (* 10. Februar 1977 in Bingen am Rhein) ist ein deutscher Regisseur und Drehbuchautor.

## Leben
Daniel Walta lebt in seiner Wahlheimat Berlin. Von 2009 bis 2011 dozierte er an der Ruhrakademie Schwerte.
Sein Spielfilm Jakobs Bruder (2007) gewann beim Kinofest Lünen den Publikumspreis. Das amerikanische Publikum wählte seinen Film 2008 beim Berlin & Beyond Film Festival auf den dritten Platz. Derzeit (Stand 2010) arbeitet er als Werbefilmer.

## Filmografie
- 2002: Weil ich dich mag…, Kurzfilm
- 2005: Lorenz lacht, Kurzfilm
- 2007: Jakobs Bruder, Buch gemeinsam mit Oliver Pautsch, Kinofilm/NDR
- 2010: Luxuslärm, (Musikvideo zu „Nichts ist zu spät“), Ruhrakademie

## Preise und Auszeichnungen
- Jakobs Bruder
  - 2007: Kinofest Lünen, Bester Film, Publikumspreis Lüdia